# Fun’ya no Yasuhide
Fun’ya no Yasuhide (jap. 文屋康秀 Fun’ya no Yasuhide; zm. około 885 r.) – japoński urzędnik i poeta, tworzący w okresie Heian. Zaliczany do Sześciu Mistrzów Poezji (Rokkasen) oraz Trzydziestu Sześciu Średniowiecznych Mistrzów Poezji (Chūko sanjūrokkasen), uważany za potomka cesarza Temmu. W 877 r. został zastępcą namiestnika prowincji Yamashiro, a trzy lata później otrzymał stanowisko na dworze cesarskim.

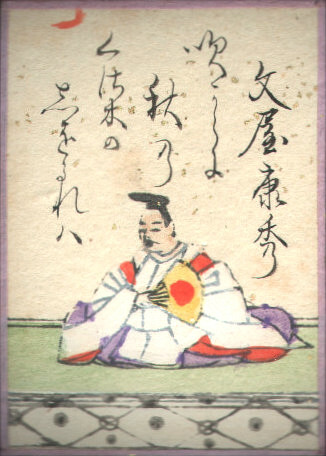
Fun’ya no Yasuhide, ilustracja z Ogura Hyakunin-isshu

Do czasów współczesnych dotrwało sześć utworów jego autorstwa, z których pięć zostało zamieszczonych w Kokin-wakashū, a jeden w Gosen wakashū – cesarskich antologiach poezji powstałych w okresie Heian.
Synem Yasuhidy był Fun’ya no Asayasu, również urzędnik i poeta.